# Danieła Weziewa
Danieła Todorowa Weziewa, bułg. Даниела Тодорова Везиева (ur. 16 października 1967 w Ruse) – bułgarska ekonomistka i urzędniczka państwowa, w 2021 minister gospodarki.

## Życiorys
Z wykształcenia ekonomistka, ukończyła studia z zakresu finansów na uczelni Stopanska akademija „Dimityr A. Cenow” w Swisztowie. Doktoryzowała się z ekonomii na NWU „Wasił Lewski” w Wielkim Tyrnowie. Zatrudniona w administracji, bankowości i doradztwie. W latach 2007–2014 była bułgarskim przedstawicielem w komitecie budżetowym Szkół Europejskich. Kierowała wydziałem w inspektoracie oświaty w obwodzie Ruse. Od listopada 2014 do lutego 2017 pełniła funkcję wiceministra gospodarki. W latach 2018–2019 była doradczynią przewodniczącego bułgarskiej komisji nadzoru finansowego, a w 2021 została doradczynią ministra gospodarki. We wrześniu tego samego roku powołana na stanowisko ministra gospodarki w technicznym drugim rządzie Stefana Janewa. Pełniła tę funkcję do grudnia 2021. W 2022 powołana na przewodniczącą rad dyrektorów bułgarskich kolei państwowych.